# Thomas Breyer-Mayländer

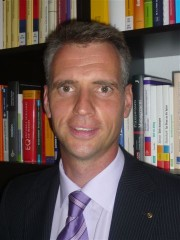
Thomas Breyer-Maylaender (2014)

Thomas Breyer-Mayländer (* 2. April 1971) ist ein deutscher Wirtschaftswissenschaftler und Professor für Medienmanagement an der Hochschule Offenburg.

## Werke (Auszug)
- Alternative Zustelldienste und Transportkonzepte im Pressesektor; Markt-, wirtschafts- und medienpolitische Auswirkungen der Deregulierung der Zustellmärkte; ZV GmbH Bonn 1999
- als Herausgeber gemeinsam mit Fuhrmann, Hans-Joachim; Erfolg im neuen Markt: Online-Strategien für Zeitungsverlage; ZV GmbH Berlin 2001
- mit Werner, Andreas; Handbuch der Medienbetriebslehre; München 2003
- Einführung in das Medienmanagement; Oldenbourg Verlag München 2004
- Online-Marketing für Buchprofis; Brammann Verlag Frankfurt 2004
- mit Seeger, Christof; Verlage vor neuen Herausforderungen: Krisenmanagement in Presseverlagen; ZV GmbH Berlin 2004
- Handbuch des Anzeigengeschäfts (als Herausgeber); ZV GmbH Berlin 2005
- Managementaufgabe integrierte Unternehmenskommunikation: Praxis des Dialogs mit Kunden, Meinungsführern und Öffentlichkeit; Expert-Verlag Renningen 2006
- mit Seeger, Christof; Medienmarketing; Vahlen Verlag München 2006
- Aktives Wertemanagement: Basis der Unternehmenskommunikation; Expert Verlag Renningen 2009
- mit Schönstedt, Eduard; Der Buchverlag: Geschichte, Aufbau, Wirtschaftsprinzipien, Kalkulation und Marketing; 3. Auflage, J.B. Metzler, Stuttgart 2010
- mit anderen: Wirtschaftsunternehmen Verlag: Märkte analysieren und bewerten, Herstellungsprozesse verstehen und planen, Medialeistungen bewerben und verkaufen, Medienprodukte vertreiben, Arbeitsprozesse in Redaktion und Lektorat organisieren 4. Auflage, Bramann Verlag Frankfurt 2010
- Erfolg für Stadtmarketing und Werbegemeinschaften: Strukturen, Strategien, Analysen und bundesweit erfolgreiche Aktionen, Offenburg 2011, ISBN 978-3-943301-00-7
- mit Ritter, Beate (Hrsg.); Schulen im Wettbewerb: Bildung zwischen Entwicklung und Marketing; Schneider Hohengehren 2012
- Clustermanagement und Entwicklungsperspektiven der kreativen Industrie (als Herausgeber); Nomos. Baden-Baden 2013
- mit Seeger, Christof; Vom Studenten zur erfolgreichen Führungskraft; UVK/Lucius. Konstanz 2013
- (Hrsg.); Clustermanagement und Entwicklungsperspektiven der kreativen Industrie: Analyse und Standortbestimmung mit exemplarischer Beschreibungen der trinationalen Metropolregion Oberrhein, Nomos Baden-Baden 2013, ISBN 978-3-8329-7657-6
- mit Kirchner, Sebastian; Manager in der Öffentlichkeit: Fettnäpfchen kennen und meiden; Springer Gabler 2014
- mit anderen: Wirtschaftsunternehmen Verlag: Märkte analysieren und bewerten, Herstellungsprozesse verstehen und planen, Medialeistungen bewerben und verkaufen, Medienprodukte vertreiben, Arbeitsprozesse in Redaktion und Lektorat organisieren 5. Auflage, Bramann Verlag Frankfurt 2014
- Vom Zeitungsverlag zum Medienhaus: Geschäftsmodelle in Zeiten der Medienkonvergenz, Springer Gabler Wiesbaden 2014, ISBN 978-3-658-04099-4
- Führung braucht Klarheit, München Hanser 2015, ISBN 978-3-446-44374-7
- Management 4.0: Den digitalen Wandel erfolgreich meistern – Das Kursbuch für Führungskräfte, Hanser, München 2017, ISBN 978-3-446-45038-7.
- mit Bramann, Klaus-W.; Online-Marketing und E-Commerce für Buchverlage, Bramann-Verlag, Frankfurt 2017, ISBN 978-3-934054-54-7
- Meine Berufung?: Berufs- und Lebensperspektive Fachhochschul-Professur, Lemmens Verlag, Bonn 2017, ISBN 978-3-86856-018-3
- Ein Quantum Wahrheit: Postfaktischer Populismus als Herausforderung für unsere repräsentative Demokratie, BoD, Norderstedt 2017, ISBN 9783746034072.
- (Hrsg.); Das Streben nach Autonomie – Reflexionen zum digitalen Wandel, Nomos, Baden-Baden 2018, ISBN 978-3-8487-3929-5 (print).
- Marketing für Kommunalverwaltung und Kommunalpolitik – Kommunikations- und Partizipationsstrategien für das Gemeinwohl vor Ort, Springer Gabler, Wiesbaden 2019, ISBN 978-3-658-24560-3
- Die Kultur der Macht: Politische Kommunikation zwischen Artefakten, Manipulation und Repräsentation, Rainer Hampp Verlag, Augsburg/München 2019, Reihe Hamburger Schriften zur Marketingforschung (Hrsg. Von Christopher Zerres), Band 99, ISBN 978-3-95710-227-0
- mit Keil, Matthias (Hrsg.); Kundengewinnung und Kundenbindung bei Presseabonnements: Aktuelle Methoden und praktische Erfahrungen, Springer Gabler Wiesbaden 2019, ISBN 978-3-658-26049-1
- mit Zerres, Christopher (Hrsg.); Stadtmarketing: Grundlagen, Analysen, Praxis, Springer Gabler, Wiesbaden 2019, ISBN 978-3-658-26253-2
- Erfolgsfaktor Macht im Management: 20 Handlungsfelder für bewusste, verantwortungsvolle und erfolgreiche Führungsarbeit, Springer Gabler, Wiesbaden 2020, ISBN 978-3-658-28566-1